# Nezámrzná hloubka
Nezámrzná hloubka je taková hloubka pod povrchem rostlého terénu, kde nedochází k promrzání zeminy ani v průběhu chladné části roku.
V mírném podnebném pásu, tedy i na území České republiky, je za nezámrznou hloubku ve stavebnictví považována úroveň 80 – 140 cm pod povrchem, podle druhu zeminy.
U základů na úrovni upraveného terénu je nezámrzná hloubka stanovena podle druhu zeminy takto:
- u běžných základových půd (hlinitopísčité a písčitohlinité) na 800 mm
- u jílovitohlinitých půd na 1000 mm
- u smrštivých jílů a slínů na 1400 mm
- u zdravých hornin, vnitřní základy vytápěných budov na 500 mm
- u soudržných namrzavých s HPV min 2,0 m po UT na 1000 mm
- u soudržných namrzavých s HPV menší než 2,0 m po UT na 1200 mm
- u jemnozrnných F6,F7 mohou li vysychat 1600 mm
- minimální hloubka založení pro prokazatelně chráněné základy proti promrzání nebo provizorní konstrukce 400 mm
- minimální hloubka základů pod středovou zdí je 450 mm